# Mimetus insidiator
Mimetus insidiator is een spinnensoort in de taxonomische indeling van de Spinneneters (Mimetidae).
Het dier behoort tot het geslacht Mimetus. De wetenschappelijke naam van de soort werd voor het eerst geldig gepubliceerd in 1899 door Tord Tamerlan Teodor Thorell.